# Ciocârlia (gmina w okręgu Konstanca)
Ciocârlia – gmina w Rumunii, w okręgu Konstanca. Obejmuje miejscowości Ciocârlia i Ciocârlia de Sus. W 2011 roku liczyła 3220 mieszkańców.